# Balnot-sur-Laignes
 Balnot-sur-Laignes  es una población y comuna francesa, en la región de Champaña-Ardenas, departamento de Aube, en el distrito de Troyes y cantón de Les Riceys.

## Demografía
| 162 | 172 | 153 | 149 | 158 | 175 |
| Para los censos de 1962 a 1999 la población legal corresponde a la población sin duplicidades (Fuente: INSEE [Consultar]) |     |     |     |     |     |